# المرونة البيئية

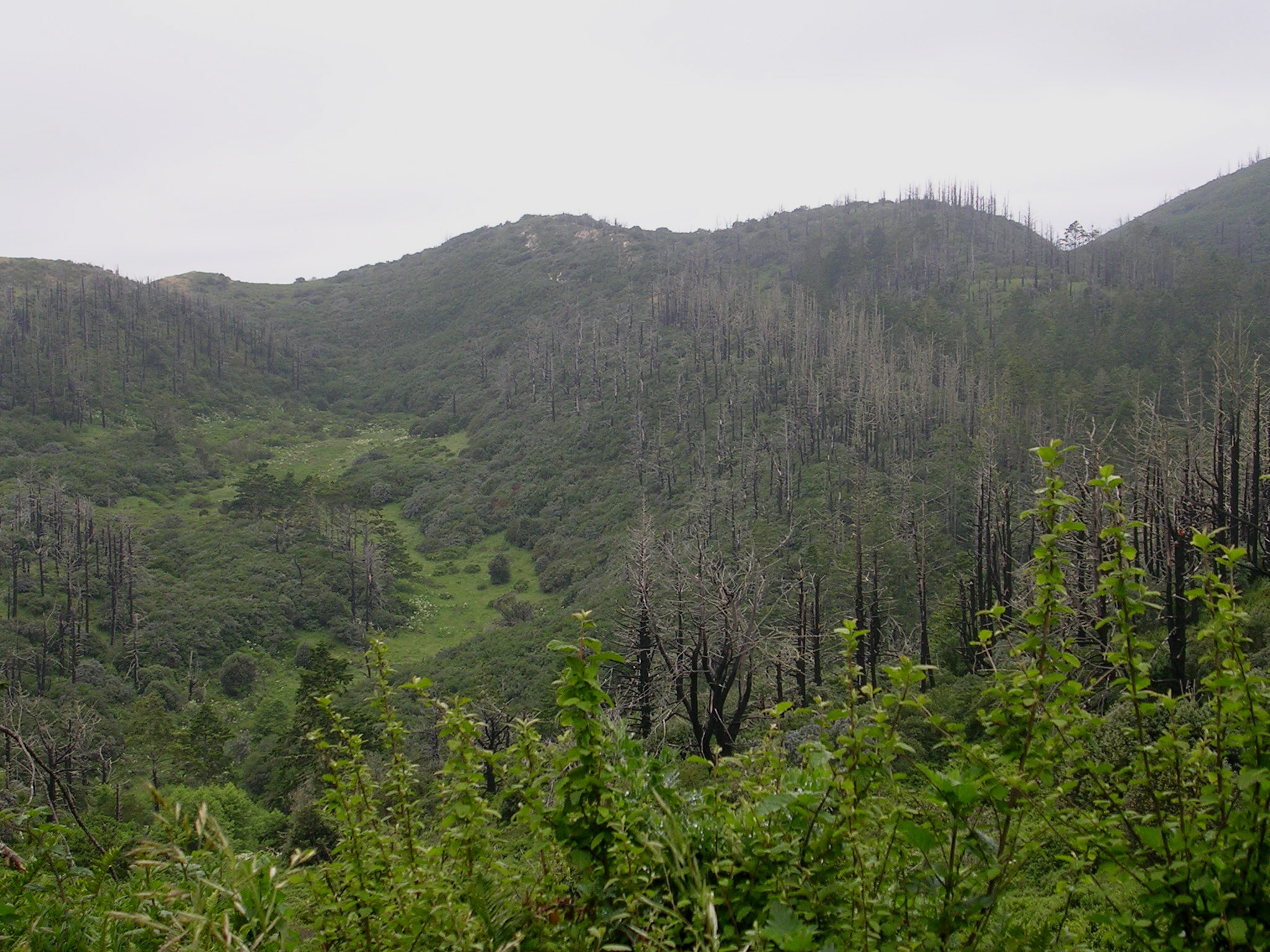
في حالات حدوث الحرائق، يتميز النظام البيئي الغابوي بقدرته الهائلة على شفاء نفسه بنفسه والتعافي بسرعة، تختلف هذه القدرة على الصمود البيئي وفقا للسياق البيوجغرافي والتاريخي الذي تمر منه المنطقة.

المرونة البيئية (بالإنجليزية: Ecological resilience)‏ هي قدرة النظام البيئي على امتصاص التغيير والبقاء والعودة إلى الوضع الطبيعي (على سبيل المثال بعد حدوث حريق تعود الحشائش والأشجار إلى وضعها بسرعة). نقول ان نظاما معينا هو سريع المرونة، إذا كان فعلا يمتاز بقدرة على التناسل بكثرة ضمن فترة زمنية قصيرة، ويستجيب للأضرار من خلال مقاومتها والتعافي بسرعة لتعويض النقص الحاصل في الجماعة السكانية.
تشمل هذه الأضرار والاضطرابات أحداثا عشوائية مثل الحرائق والفيضانات والعواصف وغزو الحشرات، أو احداثا ناتجة عن الأنشطة البشرية كالحروب وإزالة الغابات وتدمير التربة لاستخراج البترول وايضا تأثير المبيدات وباقي المواد الكيماوية، بالإضافة إلى إدخال الأنواع النباتية أو الحيوانية الغريبة في بيئة معينة.
الاضطرابات ذات الحجم الكبير والمدة الطويلة يمكنها أن تؤثر تأثيرا عميقا في النظام الإيكولوجي بكامله، في حالة تجاوزه النظام البيئي عتبة معينة حينها لا يمكنه التعافي.
في كثير من الأحيان يكون للأنشطة البشرية دور كبير في تقوض قدرة النظام الإيكولوجي على التكيف والصمود، لعل من أبرز تلك الأنشطة التخريبية للنظم البيئية نجد الإستغلال المفرط والعشوائي للموارد الطبيعية والتلوث بالإضافة إلى مشكل التغير المناخي.
من هنا تبرز حاجة ملحة نحو الإنقال إلى مرحلة متقدمة من إدارة الموارد البيئية، تقوم على مبدأ احترام البشر للنظم الإيكولوجبة؛ من أجل تعزيز قدرتها على التكيف الإيكولوجي المرن.

## تعاريف

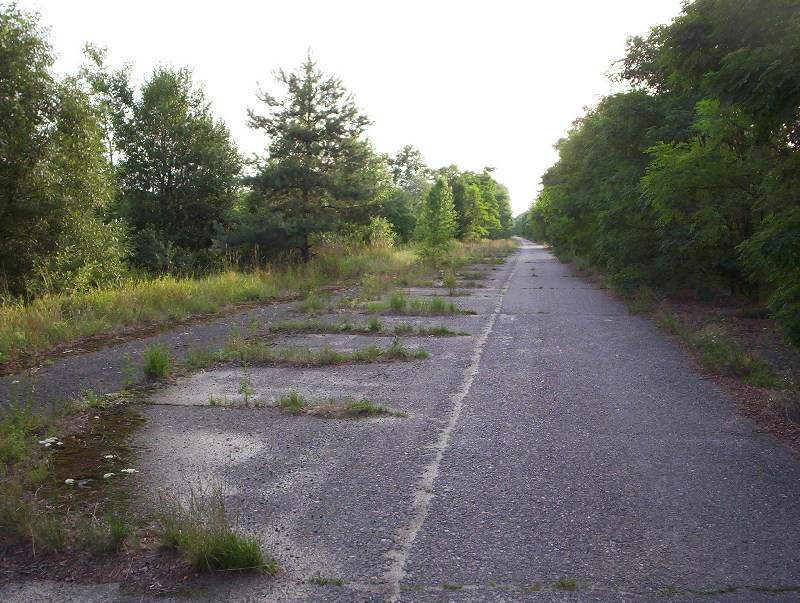
بداية استعادة الطبيعة لحالتها الطبيعية، بعد تدهور الأسفلت من قبل النباتات التي تنمو بشكل عفوي على جزء من غير مكتمل وقليل الإستخدام وسط غابة في بولندا.

يعود أصل استعمال مفهوم المرونة البيئي إلى الباحث البيئي كراوفورد ستانلي هولينج الذي أطلقه على ظاهرة استجابة النظم البيئية للمتغيرات الطبيعية أو البشرية المنشأ.
وفقا لأدبيات علم البيئية يمكن تعريف مفهوم المرونة البيئية أو القدرة على الصمود بطريقتين مختلفتين هما:
1. الوقت اللازم لعودة نظام بيئي معين إلى حالة توازن أو ثبات بعد حدوث اضطراب". تعريف المرونة هذا يمكن استعماله أيضا في مجالات مختلفة أخرى مثل الفيزياء والهندسة، لهذا السبب أطلق عليهاهولينج اسم "المرونة الهندسية".[4][5]
2. «قدرة النظام البيئي على استيعاب الاضطرابات وإعادة تنظيمها، من أجل الإبقاء على نفس الوظيفة، الهيكل، الهوية وردود الفعل».[3]

هذ التعريف الثاني تم وصفه على أنه «مرونة بيئية»، حيث يفترض وجود عدة أنظمة مستقرة.
كمثال لذلك، فإنه قد توجد بعض البحيرات المعتدلة الضحلة ضمن نظام مياه صافية، يوفر العديد من خدمات النظم الإيكولوجية، أو نظام مياه عكرة، يوفر خدمات نظم إيكولوجية منخفضة، يمكن أن تكون ظروفا ملائمة لإنتشار الطحالب السامة. يعتمد النظام أو الحالة هنا على ما يسمى بدورات الفوسفور في البحيرة، لذلك فإن النظام قد يصير مرنا مع هذه الظروف اعتمادا على بيئة البحيرة وطريقة إدارتها.

## نظرية المرونة

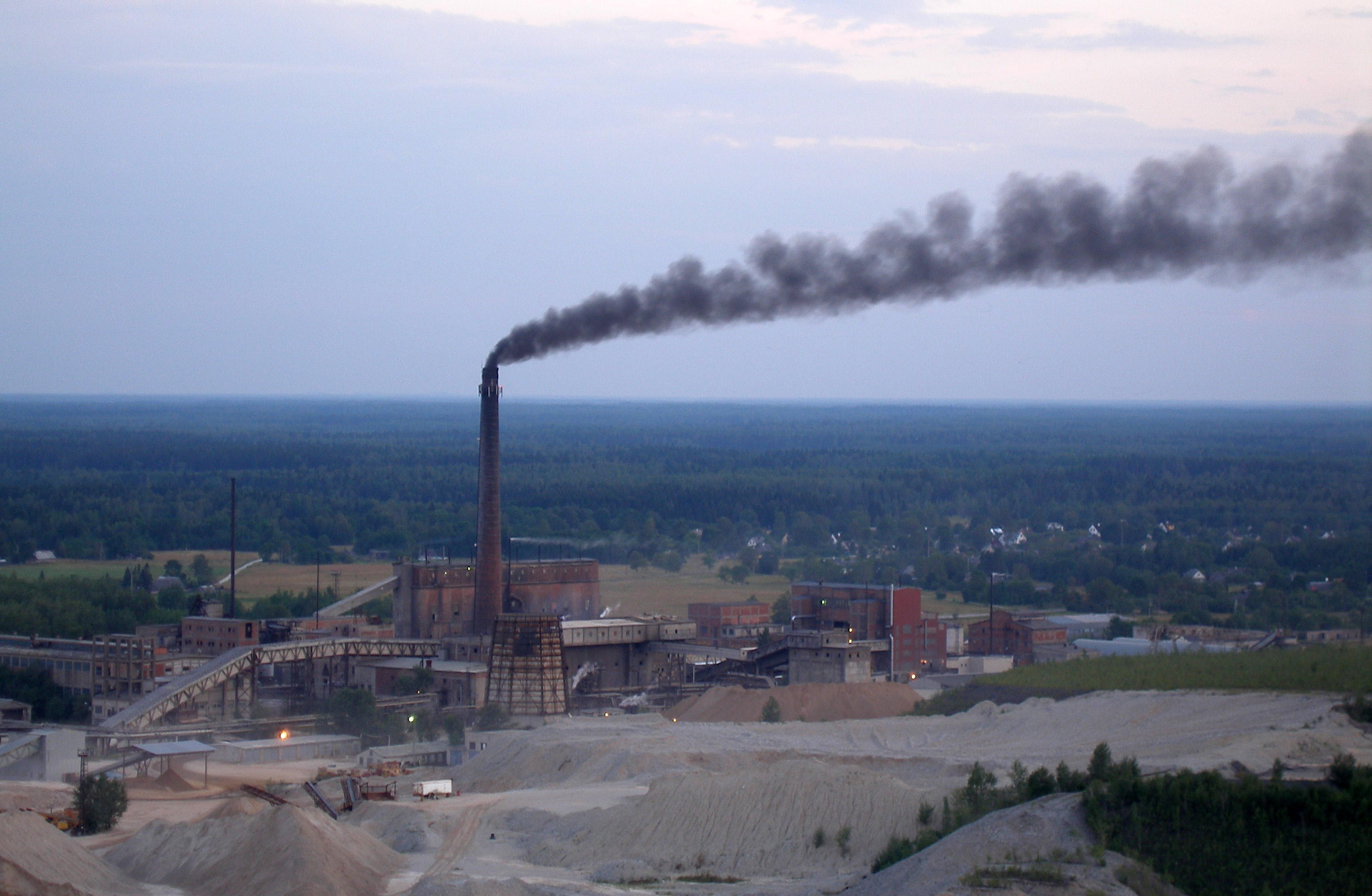
تلوث الهواء واحد من بين أخطر التأثيرات البشرية المنشأ، التي تدفع بالنظم البيئية نحو نقطة قصوى تصبح فيها المرونة البيئية صعبة أو مستحيلة التحقق.

في إطار دراستهما للعديد من النظم البيئية، وجد علماء بئييون من بينهم"بريان ووكر" و"كراوفورد هولينج، أن للمرونة أربعة جوانب حاسمة هي: حربة التصرف والمقاومة وانعدام الأمن والسلطة العابرة:
1. حرية التصرف: التي يمكن أن تتغير قيمتها القصوى، قبل أن يفقد النظام قدرته على التعافي (قبل أن تجاوز عتبة معينة، إذا تم تجاوزها يصبح من الصعب استرداد الحالة الطبيعية، بل في بعض الأحيان يصبح مستحيلا).
2. المقاومة: التي تتحدد بسهولة أو صعوبة تغيير النظام.
3. الهشاشة: التي تؤشر لقرب الوضع الحالي لنظام معين من حده الأقصى أو ما يسمى '«العتبة».[3]
4. السلطة العابرة: التي هي الدرجة التي يتأثر فيها مستوى هرمي معين من النظام البيئي بمستويات أخرى من نفس النظام.

على سبيل المثال، الكائنات الحية التي تعيش في
مجتمعات معزولة عن بعضها البعض يمكنها تنظيم ذاتها بشكل مختلف عن نفس النوع من الكائنات الحية المتواصلة فيما بينها، بحيث تتأثر بنية الساكنة وفقا لطبيعة التفاعلات الحاصة بين أفراد نوع معين.

## القياس
تعد المرونة البيئية واحدة من بين أشكال المقاومة: قدرة النظام (الساكنة، النظام البيئي، المأوى البيئي، المحيط الحيوي...) على إيجاد أو الحفاظ على حالة من التوازن الديناميكي بعد مرحلة معينة من عدم الاستقرار ناتجة عن اضطراب خارجي أو داخلي.
يمكن قياس هذه المقاومة انطلاقا من حجم الاضطراب الذي يمكن للبيئة استيعابه قبل تغيير النظام من خلال تبديل المتغيرات والعمليات التي تتحكم في السلوك. في العادة يتم تعريف هذا النوع من المقاومة على أنه مرونة بيئية. هذه الأخيرة التي لا يمكن قياسها على نطاق شامل وكبير، لأن ذلك يكون ممكنا في حالة وحيدة، تتمثل في قياس المرونة البيئية للنظم في رقعة جغرافية محلية (بعد وقوع فيضانات، الجفاف، الحرائق، رش المبيدات أو ما إلى ذلك من الكوارث التي قد تقع في البرية أو أي وسط بيئي إصطناعيآخر أو حتى في المختبر بعد التعرض لمبيد، أو حرمان طويل من الماء، الأكسجين أو الضوء).
بالرغم من أن السلامة البيئية لنظام معين قد تتدهور في مرحلة ما، إلا أن الترابط البيئي الوظيفي في النظام، يشكل واحد من بين أهم الشروط الضرورية لمرونة النظام البيئي واستقراره على المدى الطويل.